# Eria dura
Eria dura är en orkidéart som beskrevs av Friedrich Fritz Wilhelm Ludwig Kraenzlin. Eria dura ingår i släktet Eria och familjen orkidéer. Inga underarter finns listade i Catalogue of Life.